# Saint-Michel-Labadié
Saint-Michel-Labadié è un comune francese di 87 abitanti situato nel dipartimento del Tarn nella regione dell'Occitania.

## Società

### Evoluzione demografica
Abitanti censiti